# Fumiyo Ikeda
Pour les articles homonymes, voir Ikeda.
Fumiyo Ikeda, née en 1962 à Osaka au Japon, est une danseuse, actrice et chorégraphe japonaise de danse contemporaine et un membre de la Compagnie Rosas d'Anne Teresa De Keersmaeker depuis sa création en 1983.

## Biographie
Fumiyo Ikeda commence la danse classique à l'âge de 10 ans. À 17 ans, elle vient en Europe et intègre à Bruxelles Mudra, l'école de danse de Maurice Béjart, où elle rencontre Anne Teresa De Keersmaeker. Leur entente la conduit à être l'une des quatre membres fondatrices de la Compagnie Rosas que De Keersmaeker crée en 1983. Fumiyo Ikeda a contribué à la création de toutes les chorégraphies de la compagnie de 1983 à 1992, avant d'en partir pour d'autres horizons notamment avec Steve Paxton mais également des expériences d'acteurs au cinéma et au théâtre.
Elle a réintégré Rosas depuis 1997, et participe dès lors à toutes les créations de la compagnie, tout en se lançant dans l'écriture de ses propres chorégraphies comme Nine Finger en collaboration avec Alain Platel et Benjamin Verdonck, présenté dans le cadre du Festival d'Avignon 2007 ou In Pieces dans celui du Festival d'automne à Paris.

## Chorégraphies
- 2007 : Nine Finger en collaboration avec Alain Platel et Benjamin Verdonck
- 2009 : In Pieces en collaboration avec Tim Etchells
- 2014 : Amness en collaboration avec Un Yamada
- 2017 : Piano and String Quartet avec l'ensemble Ictus